# Patrik Vydra
Patrik Vydra (* 20. června 2003 Beroun) je český profesionální fotbalista, který hraje na pozici defensivního záložníka či středního obránce za český klub AC Sparta Praha a za český národní tým do 21 let.

## Klubová kariéra
Vydra je odchovancem Unionu Beroun, odkud v roce 2015 zamířil do pražské Sparty.
V české nejvyšší soutěži si Vydra připsal svůj debut 20. dubna 2022, kdy odehrál poločas ligového utkání proti Sigmě Olomouc. V základní sestavě Sparty se poprvé v lize objevil 11. května 2022 v zápase proti Slovácku.
V sezóně 2022/23 odehrál Vydra 5 utkání ve Fortuna:lize a přispěl k zisku mistrovského titulu. V létě 2023 podepsal se Spartou novou dlouholetou smlouvu.
V evropských pohárech Vydra debutoval 9. listopadu 2023, kdy nastoupil na závěrečné minuty utkání základní skupiny Evropské ligy proti skotskému Rangers FC. 18. května vstřelil svou první branku v dresu Sparty, a to při výhře 5:0 nad Mladou Boleslaví, která zajistila pražskému klubu obhajobu mistrovského titulu. V sezóně 2023/24 nastupoval Vydra střídavě za A-tým a B-tým. Za první tým odehrál celkem 14 utkání a zaznamenal jednu branku.
V létě 2024 odešel Vydra na roční hostování do Mladé Boleslavi. Součástí dohody nebyla opce na přestup, Vydra měl v týmu nahradit odcházejícího Ondřeje Karafiáta. Vydra se postupně stal klíčovým hráčem trenéra Andrease Brännströma. Z původní role pravého stopera se přesunul až na pozici defenzivního záložníka, kde řídil hru týmu. Během podzimní části sezóny nastoupil do všech ligových utkání a vedl tým také v Konferenční lize, kde se střelecky prosadil proti Realu Betis, polské Jagiellonii i norskému Molde a stal se se třemi brankami nejlepším střelcem Středočechů v pohárové Evropě. Dne 30. prosince 2024 Sparta využila možnost předčasného ukončení hostování a Vydra se vrátil do kádru pražského klubu.

## Reprezentační kariéra
Vydra od roku 2018 reprezentoval Česko na mládežnických úrovních. V listopadu 2024 pomohl Vydra jako stabilní člen základní sestavy k postupu Lvíčat na závěrečný turnaj Mistrovství Evropy do 21 let 2025.